# 영벽정
영벽정(映碧亭)은 대한민국 전라남도 화순군 능주면 관영리에 있는 건축물이다. 1984년 2월 29일 전라남도의 문화재자료 제67호로 지정되었다.

## 개요
영벽정을 언제 지었는지 정확한 기록은 없으나, 양팽손(1488∼1545)과 김종직(1431∼1492)의 시로 미루어 조선 전기 관청에서 지은 것으로 추정된다.
인조 10년(1632)에 능주목사 정연이 아전들의 휴식처로 고쳐 지었다고 전하며, 고종 9년(1872)에 불타 버린 것을 고종 10년(1873)에 새로 고쳐 지었다. 이후에도 보수를 거듭해 오다가 1920년에는 주민들이 모은 비용으로 손질하여 고쳐 지었다.
앞면 3칸·옆면 2칸 규모의 2층 누각이며, 지붕은 옆면에서 볼 때 여덟 팔(八)자 모양인 팔작지붕으로 꾸몄는데 3겹으로 처리한 것이 특징이다. 둥근기둥(두리기둥)을 세워 마루를 깔았고 마루의 사방에는 조각한 난간을 돌려 장식하였다. 정자 안쪽에는 9개의 현판이 걸려 있다.
계절에 따라 변화되는 연주산의 경치를 비추는 지석강물을 바라볼 수 있다하여 붙인 이름으로, 지석강 주변 경관이 매우 아름답다.

## 참고 문헌
- 영벽정 - 국가유산청 국가유산포털